# 大友氏泰
大友 氏泰（おおとも うじやす）は、鎌倉時代末期から南北朝時代にかけての武将・守護大名。大友氏の7代当主。
幼名は千代松丸。元弘3年/正慶2年（1333年）、父が鎮西探題・北条英時（赤橋英時）を攻める前、決死の覚悟で幕府に反逆しようとする父から家督を譲られた。五男である氏泰に家督を譲ったのは、当時成人していた四男までの息子より、幼少の氏泰に譲っておけば、仮に自身が敗死してもその後、幕府から咎められて取り潰される可能性は低いであろうと考えたためだと言われている。同年12月、父が京都で急死したため、正式に当主となったが、幼少だったために兄・貞載の補佐を受けた。
足利尊氏が後醍醐天皇に叛いて九州に落ち延びてきたときは、尊氏の再挙に貢献した。この頃がちょうど元服の時期で尊氏から｢氏｣の字を与えられて氏泰と名乗ったものとみられる。また、尊氏が九州に滞在していた建武3年（1336年）2月に大友氏を味方に引き入れるために千代松丸（氏泰）とその兄弟を自分の猶子に迎えるという御判御教書を与えており、それ以降大友氏一族は「源氏」を称することができるようになった。尊氏再挙に尽くした功績により室町幕府開設後、豊後の他に肥前・豊前・日向の守護に任じられた。
正平17年/貞治元年（1362年）に死去し、家督は弟の大友氏時が継いだ。
父と同様に臨済宗の中巌円月に帰依し、中巌を開山として上野国利根荘（群馬県川場村）に吉祥寺を創立した。